# Dar Mohsen
Ne doit pas être confondu avec Dar Mohsen (Sidi Bou Saïd).
Dar Mohsen (arabe : دار محسن) est un palais situé dans la médina de Tunis, entre les rues Mohsen, du Château, des Andalous et El Abri.
Cette demeure est classée dans l'inventaire de Jacques Revault, membre du Groupe de recherches et d'études sur le Proche-Orient, comme l'une des grandes demeures citadines historiques de Tunis. De nos jours, elle sert d'annexe pour l'Institut national du patrimoine.

## Histoire
Le palais est édifié sur l'emplacement supposé des anciens palais khourassanides par Hadj Younès Ben Younès, protégé de Youssef Saheb Ettabaâ, qui fait fortune grâce à ses fermages et ses navires entre la fin du XVIIIe siècle et le début du XIXe siècle. Après sa disgrâce, ce palais devient la propriété de la famille Lasram. Dans la deuxième moitié du XIXe siècle, Mohamed Ben Mohamed Mohsen, imam à la mosquée Zitouna, achète le palais, à l'exception de l'étage des hôtes, et y entreprend des modifications.

## Architecture
La demeure est composée d'un large vestibule carré (driba) et d'un autre vestibule en chicane (skifa) ouvrant sur une cour à ciel ouvert, avec un péristyle en marbre composé de colonnes à chapiteaux néo-doriques et une galerie à l'étage supérieur.
En dépit de transformations importantes, le rez-de-chaussée conserve la salle d'honneur, au style décoratif mêlant les influences andalouses et italiennes, qui sert de salon de réception. À droite de la salle d'apparat, un couloir conduit à deux petites cours sur lesquelles donnent les chambres domestiques.
Des écuries et des magasins complètent l'ensemble.